# Kaple krále Zikmunda Starého

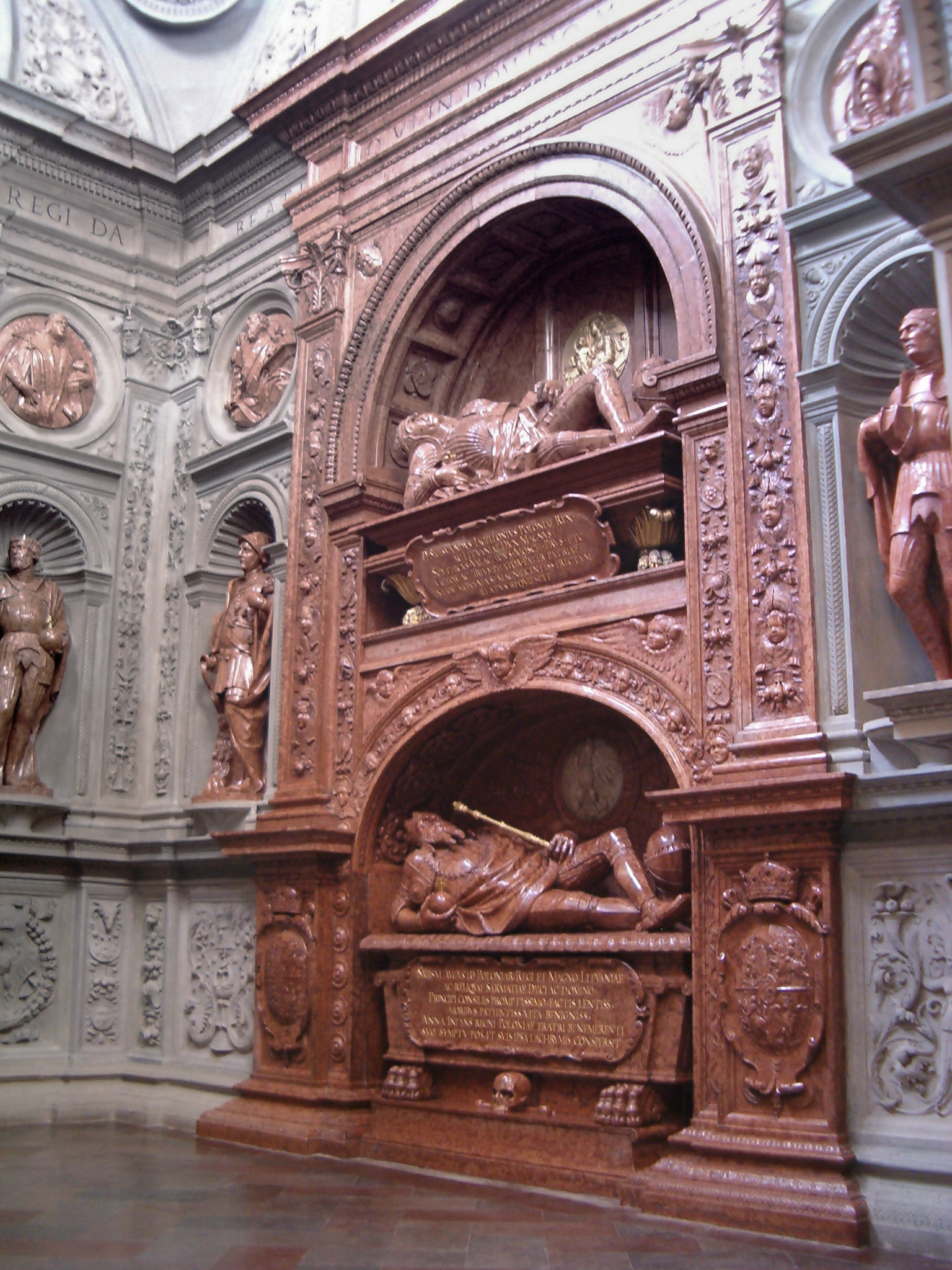
Hrobky králů Zikmunda Starého a Zikmunda Augusta

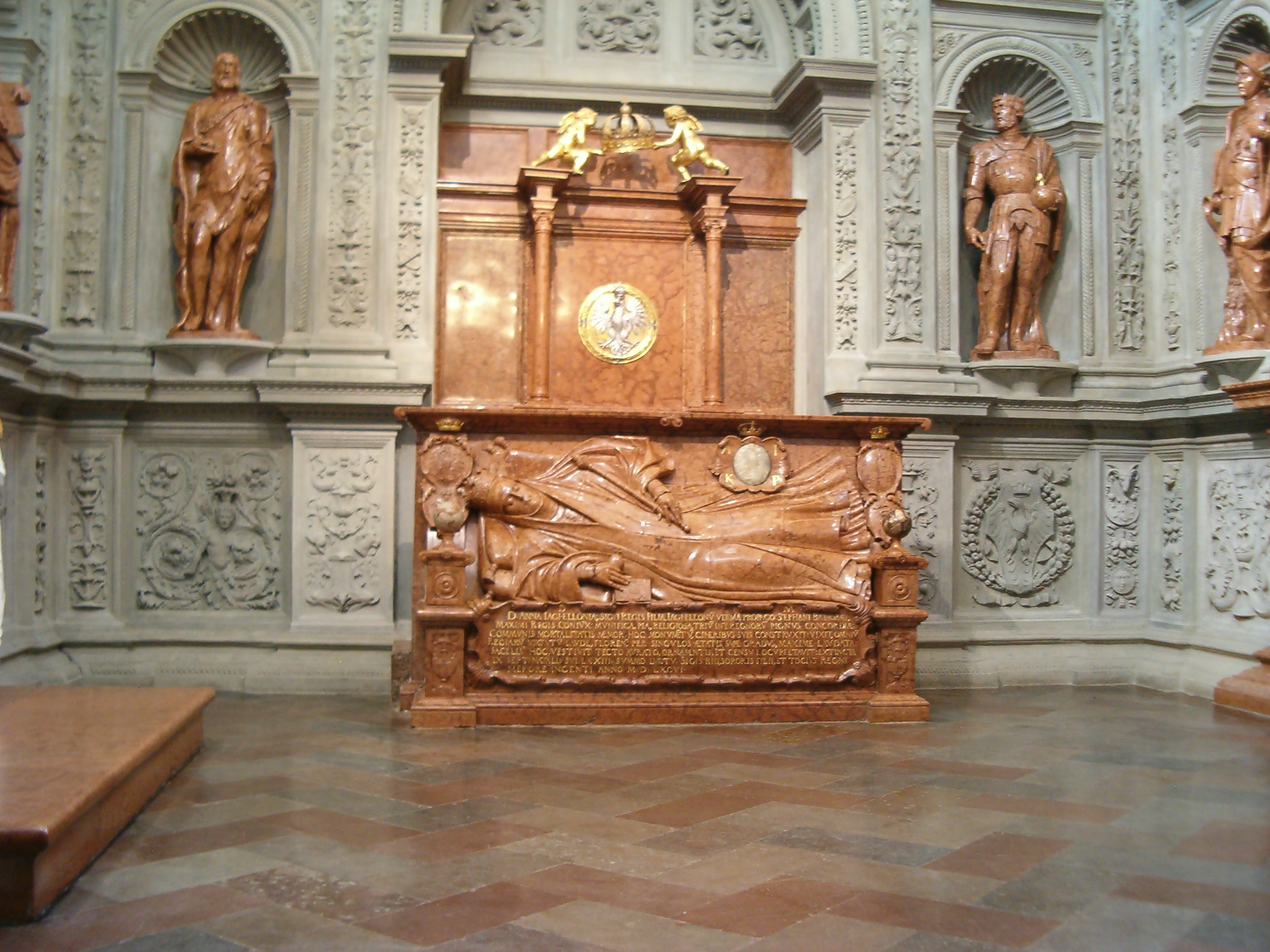
Trůnní lavice s náhrobní deskou královny Anny

Kaple krále Zikmunda Starého (pol. Kaplica Zygmuntowska) také „Zikmundova“ nebo „Jagellonská kaple“, je jednou z devatenácti kaplí, které obklopují katedrálu v Krakově. Německý historik umění August Essenwein ji v roce 1867 nazval „perlou renesance na severní straně Alp“. Kaple na čtvercovém půdorysu s kopulí představuje příklad florentské renesanční architektury mimo Itálii.

## Historie
Po smrti Barbory Zápolské († 1515), první manželky krále Zikmunda I. Starého, rozhodl se ovdovělý král postavit mauzoleum své dynastie. Stavbu svěřil florentskému architektovi Bartolomeo Berreccimu (1480–1537), který mu v roce 1517 představil první návrh kaple. Stavba začala v roce 1519 po demolici gotické kaple Kazimíra III., koncem roku 1524 byla hotova hrubá stavba a v roce 1526 přibyla kopule.Na stavbu byl použit šedý mramor.
V roce 1531 byla kaple hotova a byla vysvěcena v roce 1533. Projekt je samostatná práce Berrecciho a nemá v Itálii obdoby. Jen vzdáleně se podobá jedné kresbě Leonarda da Vinci. Při stavbě Bereccimu pomáhali další italští umělci: Antonio da Fiesole, Niccolo Castiglione, Filippo da Fiesole, Bernardino Zanobi de Gianotis, Giovanni Soli, Giovanni Cini Da Siena a Giovanni Maria Padovano.

## Popis
Kaple byla postavena na čtvercovém půdorysu. Kopule spočívá na osmibokém tamburu s kulatými okny a lucernou a je pokryta šupinami z pozlaceného měděného plechu. Vnější stěny jsou rozděleny pilastry a římsami. Jediný vchod je zevnitř katedrály obloukem s mříží.
Naproti vchodu je trůnní lavice, s náhrobní deskou Anny Jagelonské. Na pravé straně hrobky Zikmunda I. Starého a Zikmunda II. Augusta.
Na levé straně kaple je stříbrný křídlový oltář. Ve výklencích jsou umístěny sochy světců.
Stěny zdobí groteskní ozdoby s mytologickými motivy a kusy řecké zbroje. Vnitřní povrch kopule je rozdělen kazetami s kamennými růžicemi uprostřed. Okolo stropu lucerny je nápis BARTHOLOMEO FLORENTINO OPIFICE („Dílo Bartoloměje Florentského“).
Hrobka krále Zikmunda I. Starého vznikla podle návrhu Berrecciho, hrobka Zikmunda II Augusta je dílem Santo Gucciho.
Berrecciho trůnní lavice je zepředu uzavřena mramorovou náhrobní deskou královny Anny Jagellonské dle návrhu Santo Gucciho. Křídlový oltář (1531–1538) byl postaven na návrh Hanse Dürera skupinou norimberských umělců, reliéfy na vnitřní straně křídel jsou vytepány ze stříbrného plechu, proto se mu říká také „stříbrný“. Mříž u vchodu se znaky Polska, Litvy a erbem rodiny Sforza (1530–1532) pochází z dílny Hanse Vischera.

## Galerie

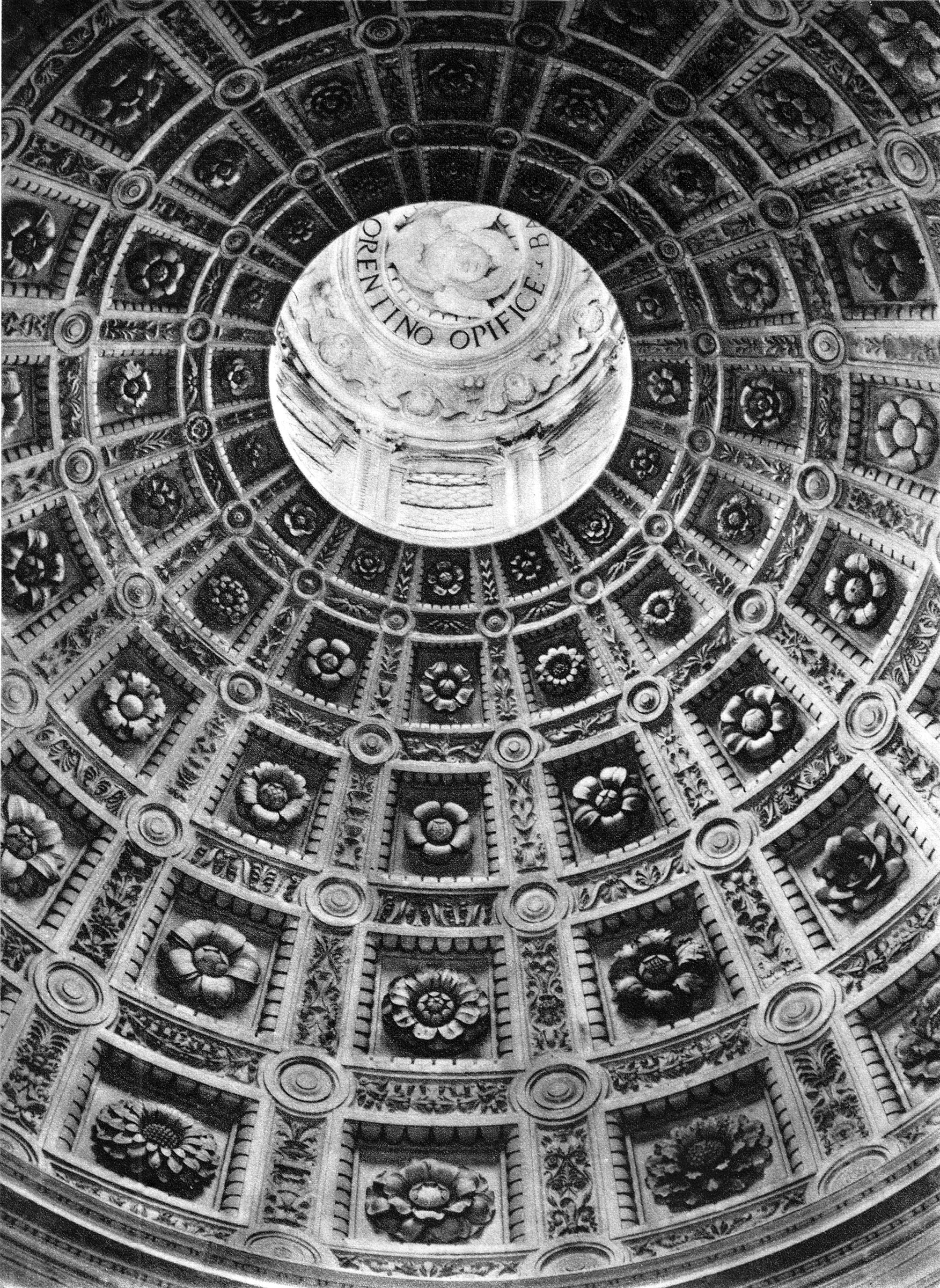
Kopule s kazetami
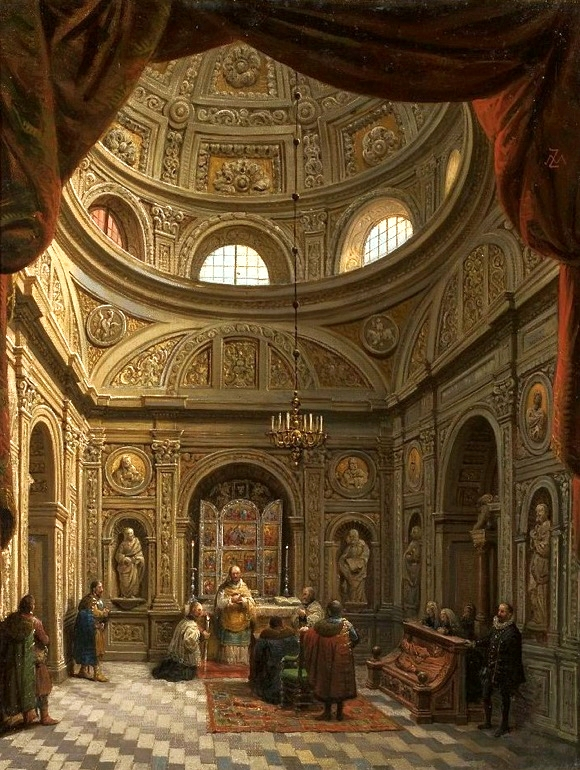
Kaple v 19. stoleti
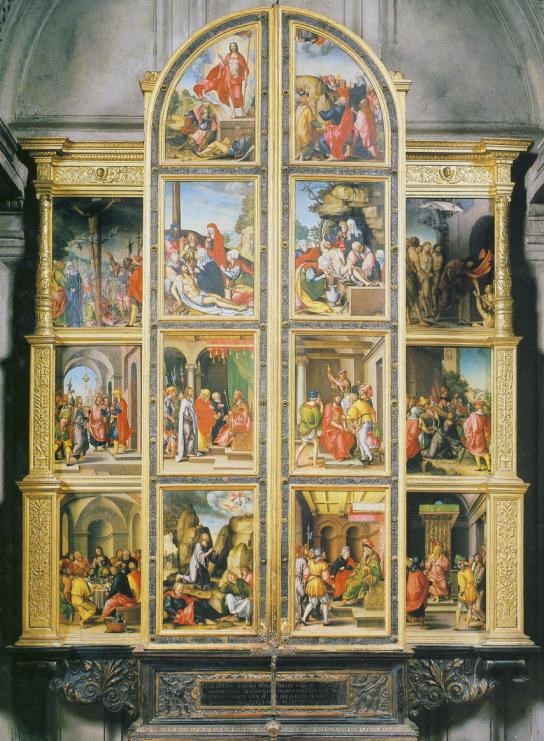
Stříbrný oltář se zavřenými křídly